# Tag der Heuschrecke
Tag der Heuschrecke (Originaltitel: The Day of the Locust) ist ein 1939 erschienener Roman des US-amerikanischen Schriftstellers Nathanael West. Der Roman thematisiert die Entfremdung und Verzweiflung einer inhomogenen Gruppe von Personen, die am Rande der Filmindustrie in Hollywood ihr Dasein fristet und vergeblich auf Erfolg hofft. Der Roman gilt heute als ein Klassiker der amerikanischen Literatur des 20. Jahrhunderts. Das US-amerikanische Magazin Time nahm ihn 2005 in seine Auswahl der besten englischsprachigen Romane auf, die zwischen 1923 und 2005 erschienen sind. Die britische Zeitung The Guardian zählte ihn 2009 zu den 1000 Romanen, die jeder gelesen haben muss. Der Roman wurde 1975 von John Schlesinger verfilmt und kam in die deutschen Kinos unter dem Namen Der Tag der Heuschrecke.

## Handlung
Hauptperson der Handlung ist Tod Hackett, der sich selber als Maler und Künstler sieht, in der Filmindustrie Hollywoods aber als einer der Kostümbildner und Hintergrundmaler beschäftigt ist. Neben seiner Tätigkeit in den Studios versucht sich Tod weiterhin als künstlerischer Maler und er arbeitet an einem Gemälde über die Apokalypse von Los Angeles.

„A talent scout for National Films had brought Tod to the Coast after seeing some of his drawings in an exhibit of undergraduate work at the Yale School of Fine Arts. He had been hired by telegram. If the scout had met Tod, he probably wouldn’t have sent him to Hollywood to learn set and costume designing. His large, sprawling body, his slow blue eyes and sloppy grin made him seem completely without talent, almost doltish in fact.“

„Ein Talentsucher für National Films hatte Tod an die kalifornische Küste geholt, nachdem er einige seiner Zeichnungen in einer Ausstellung von Studienanfängern der Yale School of Fine Arts gesehen hatte. Man hatte ihn per Telegramm eingestellt. Hätte der Talentsucher Tod persönlich kennengelernt, hätte er ihn vermutlich nicht nach Hollywood gelotst, damit er dort die Arbeit eines Kostüm- und Bühnenbildners erlerne. Mit seinem wuchtigen, ausladenden Körper, seinen behäbigen blauen Augen und seinem einfältigen Grinsen wirkte er talentlos, ja fast schon trottelig.“

Er verliebt sich in die 17-jährige Faye Greener, die erfolgshungrig ist und sich selbst wie ein kommender Star inszeniert, obwohl sie bisher nur an einem einzigen Film als Statistin mitwirkte und sich gelegentlich als Prostituierte verdingt. Durch seine Arbeit im Filmstudio und sein Werben um Faye lernt er zahlreiche Personen kennen, die wie er zu den Randfiguren Hollywoods gehören und von denen sich die meisten ebenfalls an Faye interessiert zeigen. Dazu zählt ein Cowboy Earle, der gelegentlich als Statist in Western arbeitet, dessen mexikanischer Freund Miguel, der Kampfhähne hält, der kleinwüchsige Abe Kusich sowie Homer Simpson, ein vereinsamter Buchhalter mit angespartem Vermögen. Homer kommt eigentlich aus dem Mittleren Westen und war aus gesundheitlichen Gründen nach Hollywood gezogen. In Hollywood wirkt er wie ein Fremdkörper, seine bedingungslose Verliebtheit wird von Faye rücksichtslos ausgenutzt. Nach dem Tod von Fayes Vater, einem abgehalfterten Vaudeville-Schauspieler, der sich mit dem Verkauf von Polituren über Wasser gehalten hatte, zieht Faye als Untermieterin in Homers Haus ein. Homer und Tod machen sich Hoffnungen auf Faye, die allerdings ihre Aufmerksamkeit zunächst Earle und dann Miguel schenkt.
Der Roman endet in einem Aufruhr einer Menschenmenge vor einer Filmpremiere. Homer hat, nachdem Faye ausgezogen ist, einen psychischen Zusammenbruch erlitten und wandert orientierungslos durch den Aufruhr. Als Adore Loomis, ein Möchtegern-Kinderstar aus seiner Nachbarschaft, ihn abermals ärgert und mit einem Stein bewirft, trampelt der besinnungslose Homer den Jungen brutal nieder. Das Buch endet damit, dass Tod, der sein apokalyptisches Gemälde über Hollywood vor seinen Augen entstehen lässt, sich nur mühsam und verletzt aus der Menschenmasse befreien kann.

## Titel
Nathaniel West plante ursprünglich, den Roman The Cheated – Die Betrogenen zu nennen. Der Titel, dem er seinen Werk letztlich gab, ist möglicherweise ein Bezug auf das Alte Testament. Susan Sanderson weist darauf hin, dass die bekannteste Erwähnung von Heuschrecken die im 2. Buch Mose sei: Der Bitte Moses und Aarons, die Israeliten ziehen zu lassen, begegnet der Pharao mit einer Erhöhung der Zwangsarbeit. Daraufhin sucht Gott die Ägypter zuerst durch neun Plagen heim, um den Pharao zum Ziehenlassen der Israeliten zu bewegen. Die achte Plage ist ein Schwarm Heuschrecken, der das Land heimsucht und kahl frisst. Zerstörerische Heuschrecken werden aber auch in der neutestamentlichen Offenbarung des Johannes erwähnt. Nach Sanderson löst Wests Gebrauch des Begriffes „Heuschrecke“ Bilder von Verwüstung und einem Land, in dem nichts Grünes mehr lebt. Im Roman gibt es mehrfach Hinweise auf Zerstörungen, Gewalt und Verwüstungen: Das Gemälde, an dem die Figur Tod Hackett arbeitet, trägt den Titel The Burning of Los Angeles – Der Brand von Los Angeles, Tod Hacketts Gewaltphantasie, in der Faye eine große Rolle spielt, der Wunsch des Mobs, Homer Simpson zu lynchen, sowie das blutige Ende des Hahnenkampfes.

## Themen
Wie viele andere US-amerikanische Schriftsteller – am berühmtesten wohl William Faulkner und F. Scott Fitzgerald – arbeitete auch Nathaniel West während der 1930er Jahre für die Filmindustrie Hollywoods. Er verarbeitete diese Erfahrung in seinem Werk: Für ihn ist Hollywood ein makabrer Friedhof der amerikanischen Illusionen, das Grab des amerikanischen Traums. Alles ist nur vorgetäuscht und monströs, selbst die Realität wird zur Maskerade:

„A great many of the people wore sports clothes which were not really sports clothes. Their sweaters, knickers, slacks, blue flannel jackets with brass buttons were fancy dress. The fat lady in the yachting cap was going shopping, not boating; the man in the Norfolk jacket and Tyrolean hat was returning, not from a mountain, but an insurance office; and the girl in slacks and sneaks with a bandanna around her head had just left a switchboard, not a tennis court.“

„Viele der Leute trugen Sportkleidung ohne dass es tatsächlich Sportkleidung war. Ihre Pullover, Knickerbocker, Trainingshosen, blauen Flanelljacken mit Messingknöpfen waren nur fantastische Kostüme. Die dicke Dame mit der Segelkappe ging einkaufen, nicht segeln. Der Mann in der Norfolkjacke und dem Tirolerhut kam nicht aus den Bergen zurück, sondern aus dem Versicherungsbüro und das Mädchen in Trainingshose und Turnschuhen mit dem Schweißband um die Stirn hatte gerade die Telefonzentrale verlassen und nicht den Tennisplatz.“

Alle sind nur anwesend, weil sie sich einen Traum oder Wunsch erfüllen wollen. Der Erste, der die Bedeutung des Wunsches in Wests Romanen erkannte, war W. H. Auden. Er bezeichnete Wests Romane als Parabeln über eine Hölle, deren Herrscher nicht der Meister der Lügen, sondern der Meister der Wünsche sei. Ähnlich argumentiert James Light. Wie in anderen Werken Wests ist die Bloßstellung der hoffnungsfrohen Erzählungen der amerikanischen Moderne als Betrug ein Leitmotiv des Romans „Tag der Heuschrecke“. Einige Kritiker haben auch hervorgehoben, dass Wests Roman einen radikalen Wandel in der Erzähltradition seit dem ausgehenden 19. Jahrhundert repräsentiere. Während die meisten seiner zeitgenössischen Literatur Massenkultur ablehnt oder nicht thematisiert, stellt West sie in den Mittelpunkt seines Romanes.
James F. Light sieht in Wests Beschreibung der gewalttätigen Mobs im letzten Kapitel des Buches auch ein Ausdruck der Besorgtheit über das faschistische Europa. West selber war Jude und gehörte damit einer in den Vereinigten Staaten marginalisierten Gruppe an.

## Personen der Handlung
Die flache und stereotypische Darstellung der Protagonisten des Romans gilt als ein bewusster Kunstgriff Wests. Sie könnten alle aus B-Movies jener Zeit entstammen schrieb Richard Keller Simon 1993. Harry Greener, der Vater von Faye, ist ein heruntergekommener Varieté-Künstler; Faye ist das ehrgeizige und kaltherzig agierende Starlet; Claude Este ist ein erfolgreicher Drehbuchautor; Homer Simpson ist der plumpe und desillusionierte Jedermann; Abe Kusich ist ein kleinwüchsiger Gangster; der Cowboy Earle, der in Miguel seinen mexikanischen Kumpel hat, und Adore Loomis ist der altkluge Kinderstar mit einer karrieresüchtigen Mutter.

## Verfilmung
Tag der Heuschrecke wurde 1975 verfilmt. Regie führte John Schlesinger, das Drehbuch schrieb Waldo Salt. Donald Sutherland übernahm in dem Roman die Rolle des Homer Simpson. Die Zeitschrift Cinema schrieb, der Film sei eine „Verlierer-Fabel mit Top-Besetzung“.
Das Lexikon des internationalen Films schrieb „der Rummel um Karriere und Ruhm im Hollywood der Vorkriegsjahre und das damit verbundene menschliche Elend“ bilden den Hintergrund für eine „Mischung aus Nostalgie und Gesellschaftskritik, etwas weitschweifig entwickelt, aber sorgfältig und in Einzelheiten eindrucksvoll inszeniert [sei]. Der exzessiv übersteigerte Schluß wirkt dramaturgisch aufgesetzt, entspricht aber durchaus der Vorlage.“

## Rezeption des Romans in der Pop-Kultur
- Bob Dylan nahm für sein 1970 erschienenes Album New Morning einen Titel mit der Bezeichnung „Day of the Locusts“ auf.
- Der 1982 erschienene Song „Call of the West“ der in Los Angeles beheimateten New-Wave-Band Wall of Voodoo, der den vergeblichen Versuch eines Mannes mittleren Alters, seine Träume in Kalifornien zu verwirklichen, beinhaltet, wurde als musikalische Umsetzung des letzten Romankapitels bezeichnet.[12]
- Obwohl häufig angenommen wird, dass Matt Groening, der Erschaffer der The Simpsons, seinen bekanntesten Protagonisten Homer Simpson nach seinem Vater benannt hat, gab Groening in mehreren Interviews an, die Figur nach einem der Protagonisten des Romans benannt zu haben.[13]
- Der Roman wird in der Comic-Serie Y: The Last Man (2002–2008) mehrfach erwähnt und die Hauptfigur der Serie bezeichnete den Roman als den großartigsten aller Zeiten.[14]
- Der 2009 erschienene Song „Peeled Apples“ aus Journal for Plague Lovers der Gruppe Manic Street Preachers enthält eine Zeile, die sich auf einen der Charaktere in dem Roman bezieht: „A dwarf takes his cockerel out on a cockfight“ – „Ein Zwerg führt seinen Hahn zum Hahnenkampf aus“.
- Der Autor wird in der Amazon-Serie „The Man in the High Castle“ erwähnt, in dem das Filmprojekt des Mannes im hohen Schloss unter dem Codenamen „Heuschrecke“ von den Deutschen und Japanern bearbeitet wird

## Ausgaben
- The Day of the Locust. 1939. (Penguin, London 2006, ISBN 0-14-102365-1)
  - Tag der Heuschrecke. Übersetzt von Fritz Güttinger. Diogenes, Zürich 1964 (ebd. als Taschenbuch: Tag der Heuschrecke. Ein Hollywood-Roman. (= Diogenes-Taschenbuch, Band 20059). 5. Auflage. 2011, ISBN 978-3-257-20059-1)
  - Neuausgabe als Der Tag der Heuschrecke. Neu übersetzt und hrsg. von Klaus Modick, Nachwort von Bernd Eilert. Manesse, Zürich 2013, ISBN 978-3-7175-2272-0.

## Sekundärliteratur
- Richard Keller Simon: Between Capra and Adorno: West's Day of the Locust and the Movies of the 1930s. In: Modern Language Quarterly. 54 (4), 1993, S. 524. doi:10.1215/00267929-54-4-513